# Wundanyi
Wundanyi este un oraș din Kenya. În 2009 avea 4055 de locuitori.